# Liga Colombiana de Baloncesto 2024-II
La Liga Profesional de Baloncesto 2024-II (conocida como Liga BetPlay de Baloncesto 2024-II por motivos de patrocinio) fue el segundo torneo de la temporada 2024 de la Liga Profesional de Baloncesto de Colombia, máxima categoría de este deporte en el país, la cual inició el 5 de octubre y terminó el 17 de diciembre. Es organizado por la División Profesional de Baloncesto (DPB), entidad dependiente de la Federación Colombiana de Baloncesto.
Motilones del Norte se coronó campeón en su primer título bajo esta denominación como club profesional del baloncesto.

## Sistema de juego
El torneo cuenta con tres fases:
- Primera fase: Los 7 clubes disputarán 24 partidos, entre sí en formato todos contra todos se clasifican los cuatros primeros equipos en la tabla regular de la temporada.

- Semifinales: Las llaves serán: Ganador de 1 vs 4 vs Ganador de 2 vs 3, los finalistas se definirán al mejor de 3 de 5 juegos.

- Final: A diferencia de las fases anteriores, el campeón se definirá al mejor de 3 de 5 partidos.

## Novedades
En esta temporada se reducirán a siete equipos el equipo más campeón del torneo Titanes de Barranquilla se ausenta por vencimiento deportivo del apoyo gubernamental y local para competir el club. Los clubes Búcaros de Bucaramanga y Corsarios de Cartagena se ausentan en esta temporada. 
Regresa el club Sabios de Manizales y hace su debut Paisas de Medellín tomando la ficha de Tigrillos de Medellín.

## Datos de los clubes
| Equipo                 | Ciudad    | Departamento       | Pabellón                 | Aforo |
| ---------------------- | --------- | ------------------ | ------------------------ | ----- |
| Caribbean Storm Coffee | Armenia   | Quindío            | Coliseo del Café         | 9000  |
| Cimarrones del Chocó   | Quibdó    | Chocó              | Coliseo La Caldera       | 3000  |
| Motilones del Norte    | Cúcuta    | Norte de Santander | Coliseo Toto Hernández   | 5000  |
| Paisas de Medellín     | Medellín  | Antioquia          | Coliseo Iván de Bedout   | 6000  |
| Piratas de Bogotá      | Bogotá    | Bogotá, D. C.      | Coliseo El Salitre       | 7000  |
| Sabios de Manizales    | Manizales | Caldas             | Coliseo Evangelista Mora | 5000  |
| Toros del Valle        | Cali      | Valle del Cauca    | Coliseo Evangelista Mora | 5000  |

## Primera fase
Disputada del 5 de octubre al 30 de noviembre, los equipos se enfrentan en todos contra todos ida y vuelta, dos partidos por encuentro, para definir los cuatros mejores equipos en las seminifales de la temporada regular. En caso de empates la ventaja en la posición la tendrá el equipo que haya ganado más partidos frente al otro equipo en sus enfrentamientos entre sí.

### Posiciones
Clasificados a Semifinales
     Eliminados
| Pos | Equipos                | PJ | PG | PP | PTS | PTFA | PTCO | DIF  |
| --- | ---------------------- | -- | -- | -- | --- | ---- | ---- | ---- |
| 1.  | Motilones del Norte    | 24 | 20 | 4  | 44  | 2064 | 1802 | 262  |
| 2.  | Toros del Valle        | 24 | 14 | 10 | 38  | 2159 | 1982 | 177  |
| 3.  | Caribbean Storm Coffee | 24 | 14 | 10 | 38  | 1961 | 1884 | 77   |
| 4.  | Cimarrones del Chocó   | 24 | 12 | 12 | 36  | 1992 | 1981 | 11   |
| 5.  | Paisas de Medellín     | 24 | 11 | 13 | 35  | 1881 | 1896 | -15  |
| 6.  | Piratas de Bogotá      | 24 | 11 | 13 | 35  | 2095 | 2057 | 38   |
| 7.  | Sabios Manizales       | 24 | 2  | 22 | 26  | 1806 | 2356 | -550 |

## Fase final
|  | Semifinales | Semifinales |           |           | Final | Final |  |
|  |             |             |           |           |       |       |  |
|  |             |             |           |           |       |       |  |
|  | Motilones   | 3           |           |           |       |       |  |
|  | Motilones   | 3           |           |           |       |       |  |
|  | Cimarrones  | 2           |           |           |       |       |  |
|  | Cimarrones  | 2           |           | Motilones | 3     |       |  |
|  |             |             |           | Motilones | 3     |       |  |
|  |             |             | Caribbean | 1         |       |       |  |
|  | Toros       | 2           | Caribbean | 1         |       |       |  |
|  | Toros       | 2           |           |           |       |       |  |
|  | Caribbean   | 3           |           |           |       |       |  |
|  | Caribbean   | 3           |           |           |       |       |  |
|  |             |             |           |           |       |       |  |

### Semifinales
Se disputaron el 3 al 9 de diciembre los cuatros equipos mejores de la temporada, en dos llaves definidas. Se enfrentaron en tres a cinco juegos para definir a los dos finalistas del torneo regular.

#### Motilones vs Cimarrones
| Jornada 1  | Jornada 1 | Jornada 1 | Jornada 1          | Jornada 1      | Jornada 1 | Jornada 1          |
| Local      | Resultado | Visitante | Coliseo            | Fecha          | Hora      | Transmisión        |
| ---------- | --------- | --------- | ------------------ | -------------- | --------- | ------------------ |
| Cimarrones | 92-86     | Motilones | Coliseo La Caldera | 3 de diciembre | 20:30     | Win Sports, DPB TV |

| Jornada 2  | Jornada 2 | Jornada 2 | Jornada 2          | Jornada 2      | Jornada 2 | Jornada 2          |
| Local      | Resultado | Visitante | Coliseo            | Fecha          | Hora      | Transmisión        |
| ---------- | --------- | --------- | ------------------ | -------------- | --------- | ------------------ |
| Cimarrones | 84-77     | Motilones | Coliseo La Caldera | 4 de diciembre | 20:30     | Win Sports, DPB TV |

| Jornada 3 | Jornada 3 | Jornada 3  | Jornada 3              | Jornada 3      | Jornada 3 | Jornada 3          |
| Local     | Resultado | Visitante  | Coliseo                | Fecha          | Hora      | Transmisión        |
| --------- | --------- | ---------- | ---------------------- | -------------- | --------- | ------------------ |
| Motilones | 85-68     | Cimarrones | Coliseo Toto Hernández | 7 de diciembre | 20:30     | Win Sports, DPB TV |

| Jornada 4 | Jornada 4 | Jornada 4  | Jornada 4              | Jornada 4      | Jornada 4 | Jornada 4          |
| Local     | Resultado | Visitante  | Coliseo                | Fecha          | Hora      | Transmisión        |
| --------- | --------- | ---------- | ---------------------- | -------------- | --------- | ------------------ |
| Motilones | 74-67     | Cimarrones | Coliseo Toto Hernández | 8 de diciembre | 20:30     | Win Sports, DPB TV |

| Jornada 5 | Jornada 5 | Jornada 5  | Jornada 5              | Jornada 5      | Jornada 5 | Jornada 5          |
| Local     | Resultado | Visitante  | Coliseo                | Fecha          | Hora      | Transmisión        |
| --------- | --------- | ---------- | ---------------------- | -------------- | --------- | ------------------ |
| Motilones | 81-73     | Cimarrones | Coliseo Toto Hernández | 9 de diciembre | 20:30     | Win Sports, DPB TV |

#### Toros vs Caribbean
| Jornada 1 | Jornada 1 | Jornada 1 | Jornada 1        | Jornada 1      | Jornada 1 | Jornada 1          |
| Local     | Resultado | Visitante | Coliseo          | Fecha          | Hora      | Transmisión        |
| --------- | --------- | --------- | ---------------- | -------------- | --------- | ------------------ |
| Caribbean | 90-76     | Toros     | Coliseo del Café | 3 de diciembre | 18:30     | Win Sports, DPB TV |

| Jornada 2 | Jornada 2 | Jornada 2 | Jornada 2        | Jornada 2      | Jornada 2 | Jornada 2          |
| Local     | Resultado | Visitante | Coliseo          | Fecha          | Hora      | Transmisión        |
| --------- | --------- | --------- | ---------------- | -------------- | --------- | ------------------ |
| Caribbean | 71-97     | Toros     | Coliseo del Café | 4 de diciembre | 18:30     | Win Sports, DPB TV |

| Jornada 3 | Jornada 3 | Jornada 3 | Jornada 3                | Jornada 3      | Jornada 3 | Jornada 3          |
| Local     | Resultado | Visitante | Coliseo                  | Fecha          | Hora      | Transmisión        |
| --------- | --------- | --------- | ------------------------ | -------------- | --------- | ------------------ |
| Toros     | 82-84     | Caribbean | Coliseo Envagelista Mora | 7 de diciembre | 18:30     | Win Sports, DPB TV |

| Jornada 4 | Jornada 4 | Jornada 4 | Jornada 4                | Jornada 4      | Jornada 4 | Jornada 4          |
| Local     | Resultado | Visitante | Coliseo                  | Fecha          | Hora      | Transmisión        |
| --------- | --------- | --------- | ------------------------ | -------------- | --------- | ------------------ |
| Toros     | 85-66     | Caribbean | Coliseo Envagelista Mora | 8 de diciembre | 18:30     | Win Sports, DPB TV |

| Jornada 5 | Jornada 5 | Jornada 5 | Jornada 5                | Jornada 5      | Jornada 5 | Jornada 5          |
| Local     | Resultado | Visitante | Coliseo                  | Fecha          | Hora      | Transmisión        |
| --------- | --------- | --------- | ------------------------ | -------------- | --------- | ------------------ |
| Toros     | 70-88     | Caribbean | Coliseo Envagelista Mora | 9 de diciembre | 18:30     | Win Sports, DPB TV |

### Final
Se disputaron el 12 al 17 de diciembre, los dos equipos ganadores de la semifinales de la temporada, se enfrentaran de tres a cinco partidos para definir al campeón de la temporada regular. 

#### Motilones vs Caribbean
| Jornada 1 | Jornada 1 | Jornada 1 | Jornada 1        | Jornada 1       | Jornada 1 | Jornada 1          |
| Local     | Resultado | Visitante | Coliseo          | Fecha           | Hora      | Transmisión        |
| --------- | --------- | --------- | ---------------- | --------------- | --------- | ------------------ |
| Caribbean | 82:87     | Motilones | Coliseo del Café | 12 de diciembre | 20:30     | Win Sports, DPB TV |

| Jornada 2 | Jornada 2 | Jornada 2 | Jornada 2        | Jornada 2       | Jornada 2 | Jornada 2          |
| Local     | Resultado | Visitante | Coliseo          | Fecha           | Hora      | Transmisión        |
| --------- | --------- | --------- | ---------------- | --------------- | --------- | ------------------ |
| Caribbean | 98:76     | Motilones | Coliseo del Café | 13 de diciembre | 20:00     | Win Sports, DPB TV |

| Jornada 3 | Jornada 3 | Jornada 3 | Jornada 3              | Jornada 3       | Jornada 3 | Jornada 3          |
| Local     | Resultado | Visitante | Coliseo                | Fecha           | Hora      | Transmisión        |
| --------- | --------- | --------- | ---------------------- | --------------- | --------- | ------------------ |
| Motilones | 82:72     | Caribbean | Coliseo Toto Hernández | 16 de diciembre | 20:00     | Win Sports, DPB TV |

| Jornada 4 | Jornada 4 | Jornada 4 | Jornada 4              | Jornada 4       | Jornada 4 | Jornada 4          |
| Local     | Resultado | Visitante | Coliseo                | Fecha           | Hora      | Transmisión        |
| --------- | --------- | --------- | ---------------------- | --------------- | --------- | ------------------ |
| Motilones | 96:80     | Caribbean | Coliseo Toto Hernández | 17 de diciembre | 20:00     | Win Sports, DPB TV |

|                                         |
|                                         |
| Campeón Motilones del Norte 1.er título |